# Dirk Swagerman
Dirk Marcel (Dirk) Swagerman (Amsterdam, 7 juni 1949) is een Nederlands bedrijfskundige, organisatieadviseur en hoogleraar controlling aan de Rijksuniversiteit Groningen.

## Levensloop
Swagerman groeide op in Amsterdam en bleef zijn halve leven studeren. Na de LTS elektrotechniek, werkte kortstondig als elektricien, vervolgens twee jaar HAVO, en twee jaar avondschool HBS behaalde hij in 1971 het Staatsexamen HBS-a. Vanaf 1969 studeerde hij Politieke en Sociale Wetenschappen aan de Universiteit van Amsterdam, waar hij in 1975 afstudeerde in de richting bestuurskunde. In het jaar 1977-78 behaalde hij een MBA aan de Michigan State University. Verder volgde hij de Post-doctorale opleiding Organisatiekunde aan het Sioo, in "Senior Executive Program" cursus aan de Stanford-universiteit, een Master of Business Telecommunication studie aan de Technische Universiteit Delft, een Master of Change Management terug aan het Sioo en tot slot een promotietraject aan de Faculteit Technologie & Management aan de Universiteit Twente. In 2000 promoveerde hij hier op een proefschrift over financieel-logistiek management bij Jan Bilderbeek.
Swagermans verdere loopbaan als organisatieadviseur is even divers. Zo werkte hij bij Moret & Limperg van 1975 tot 1977, bij Twynstra Gudde van 1978 tot 1981, bij Pricewaterhouse van 1983 tot 1986, bij KPMG van 1986 tot 1991, vanaf 1991 tot 2004 bij Deloitte & Touche, en vanaf 1997 tevens als zelfstandig managementconsultant.
Sinds 1993 is Swagerman tevens parttime actief in het onderwijs. Zo doceerde hij van 1993 tot 2003 tot aan de Technische Universiteit Twente en van 1999 tot 2002 aan de Erasmus Universiteit Rotterdam. Sinds 2002 is hij hoogleraar aan de Rijksuniversiteit Groningen met als leeropdracht Controlling; zelfstandig managementconsultant met het zwaartepunt op het terrein van organisatie en inrichting van de financiële functie. In Groningen is hij tevens hoogleraar-directeur van de postmaster-opleiding tot registercontroller.
Na zijn emeritaat geeft hij nog colleges in Suriname en Curaçao.

## Werk
Swagermans werk aan de Universiteit liggen op het gebied van management accounting en control, financial accounting, bestuurlijke informatiekunde, financieel management en de onderlinge relaties tussen die vakken.
Eind zeventiger jaren maakte Swagerman naam met model voor synergie bij fusies en overnamen, ontwikkeld met Ed van Diggelen. In 1990 schreef hij met Rob van Schaik en Harry Smorenberg een boek over elektronisch bankieren. Zijn proefschrift in 2000 ging over financiële aspecten van logistiek management, en de jaren daarna schreef hij met name over de maatschappelijke implicaties van controlling.

## Publicaties
- 1991. Elektronisch bankieren : de praktijk voor bank en bedrijf. Met Rob van Schaik en Harry Smorenberg. 's-Gravenhage : Delwel.
- 2000. Financieel-logistiek Management: het management van financieel-logistieke toepassingen binnen en tussen organisaties, Universiteit Twente, 185 pp. (Enschede, Universiteit Twente). ISBN, 90 365 14 851, ((co-) promotor: Prof.dr. ,
- 2000. Vijftien over ICT en de nieuwe economie. Met Jan Immink en W. Verhoog (red). Amsterdam : Koninklijk NIVRA.
- 2003. Op weg naar herstel van vertrouwen : wat kan de controller daar aan bijdragen?. Inaugurele rede Rijksuniversiteit Groningen.
- 2008. Controller en administratieve lasten : wie is aan zet?. Kluwer.
- 2009. Van trendvolger naar trendsetter. Kluwer.